# Равита-Гавронский, Франтишек
Франтишек Равита-Гавронский (пол. Franciszek Gawronski-Rawita, лит. псевд. — Равита; 4 ноября 1845 — 16 июня 1930, Юзефув) — польский историк, писатель.

## Биография
Родился в с. Степашки (ныне село Гайсинского р-на Винницкой области). Учился в Киевской гимназии, один год — в киевском университете. Окончил Высшую сельскохозяйственную школу в г. Дубляны. Участник польского восстания 1863—1864, за что был заключен в тюрьму.
Научную и литературную деятельность начал в 1880-х гг. Сотрудничал с «Киевской стариной», где был опубликован ряд его произведений. С 1887 года жил в Варшаве, Львове, на Подкарпатье. По своим политическим взглядам примыкал к народным демократам. В основных своих трудах, посвященных истории Польши, в частности казачеству и польско-русским отношениям 17-18 ст., — двухтомниках «История гайдамацких движений» (1899) и «Богдан Хмельницкий» (1906—1909) и др. — допустил тенденциозность, характерную для тогдашней польской историографии. Более объективным является его двухтомный труд «1863 год на Руси» (1902—1903), в котором содержится обширный фактический материал о политической обстановке на Правобережной Украине и в Галичине середины XIX века. Его перу принадлежит также и несколько художественных произведений на историческую тематику — повести «На красном дворе» (1886), «В степях» (1887), «Господин гетман Мазепа» (1888), «Харцызы» (1893), «Король и царица» (1919). Публицистические сочинения помещал в журналах «Слово польское», «Век XX», «Русь» (два последних выходили на нач. 20 ст. в Львове). Их издателем, собственно, и был Гавронский.
Умер в г. Юзефув под Варшавой.

## Избранные публикации
- Skarbczyk polski (Poznań 1895) (wraz z Marią Ilnicką)
- Ustrój państwowo-społeczny Rusi w XI. i XIII wieku w zarysie (Lwów 1898)
- Zoryan Dołęga Chodakowski, jego życie i praca (Lwów 1898)
- Sadyk Pasza (Petersburg 1899)
- Studya i szkice historyczne (Lwów 1903)
- Rok 1863 na Rusi (tom 1-2, Lwów 1902—1903)
- Próba ugody z Rusią (Ooselstwo Bieniowskiego) (Lwów 1907)
- Bohdan Chmielnicki (t. 1-2, Lwów 1906—1909).
- Konfederacya narodu polskiego 1876 r. (Lwów 1910)
- Henryka Pustowójtówna (Lwów 1911)
- Materyały do historii polskiej XIX w.
- Włodzimierz Antonowicz
- Emil Ollivier (Lwów 1911)
- Andrzej Towiański i I. A. Ram (Lwów 1911)
- Z różnych sfer (Lwów 1911)
- Historya ruchów hajdamackich (w. XVIII) (Brody 1913)